# Gerichtsbezirk Reichenberg
Der Gerichtsbezirk Reichenberg (tschechisch: soudní okres Liberec) war ein dem Bezirksgericht Reichenberg unterstehender Gerichtsbezirk im Kronland Böhmen. Er umfasste Gebiete im Norden Böhmens im Okres Liberec. Zentrum des Gerichtsbezirks war die Stadt Reichenberg (Liberec). Das Gebiet gehörte seit 1918 zur neu gegründeten Tschechoslowakei und ist seit 1993 Teil der Tschechischen Republik.

## Geschichte
Die ursprüngliche Patrimonialgerichtsbarkeit wurde im Kaisertum Österreich nach den Revolutionsjahren 1848/49 aufgehoben. An ihre Stelle traten die Bezirks-, Landes- und Oberlandesgerichte, die nach den Grundzügen des Justizministers geplant und deren Schaffung am 6. Juli 1849 von Kaiser Franz Joseph I. genehmigt wurde. Der Gerichtsbezirk Reichenberg gehörte zunächst zum Bunzlauer Kreis und umfasste 1854 die 27 Katastralgemeinden Althabendorf, Altharzdorf, Altpaulsdorf, Berzdorf, Dörfel, Eichicht, Friedrichswald, Heinersdorf, Jaberlich, Jermanic, Katharinberg, Kunnersdorf, Langenbruck, Lubokey, Maffersdorf bei Reichenberg, Maffersdorf (Böhmisch Aicha), Münkendorf, Oberhanichen, Ratschendorf, Reichenberg, Rosenthal I, Rosenthal II, Röchlitz, Ruppersdorf, Schimsdorf, Schönborn und Voigtsbach.
Der Gerichtsbezirk Reichenberg bildete im Zuge der Trennung der politischen von der judikativen Verwaltung ab 1868 gemeinsam mit dem Gerichtsbezirk Kratzau (Chrastava) den Bezirk Reichenberg.
Im Gerichtsbezirk Reichenberg lebten 1869 62.840 Menschen, 1900 waren es 90.440 Personen.
Der Gerichtsbezirk Reichenberg wies 1910 eine Bevölkerung von 100.157 Personen auf, von denen 90.834 Deutsch (90,7 %) und 7.230 Tschechisch (7,2 %) als Umgangssprache angaben. Im Gerichtsbezirk lebten zudem 2.093 Anderssprachige oder Staatsfremde.
Durch die Grenzbestimmungen des am 10. September 1919 abgeschlossenen Vertrages von Saint-Germain kam der Gerichtsbezirk Reichenberg vollständig zur neugegründeten Tschechoslowakei, wobei die Gerichtseinteilung bis 1938 im Wesentlichen bestehen blieb. Nach dem Münchner Abkommen wurde das Gebiet Teil dem Landkreis Reichenberg bzw. dem Sudetenland zugeschlagen.
Nach dem Zweiten Weltkrieg wurde das Gebiet Teil des Okres Liberec, zu dem es bis heute gehört. Nachdem die Bezirksbehörden im Zuge einer Verwaltungsreform 2003 ihre Verwaltungskompetenzen verloren, werden diese von den Gemeinden bzw. dem Liberecký kraj wahrgenommen, zudem das Gebiet um Liberec seit Beginn des 21. Jahrhunderts mit anderen Bezirken zusammengefasst wurde.

## Gerichtssprengel
Der Gerichtssprengel umfasste 1910 die 37 Gemeinden Althabendorf (Starý Habendorf), Altharzdorf (Starý Harzdorf), Altpaulsdorf (Starý Paulsdorf), Berzdorf (Suchá), Dörfel (Vesec), Eichicht (Doubí), Franzendorf (Františkov), Friedrichswald (Bedřichov), Gränzendorf (Hraničná), Heinersdorf (Jindřichovice), Hermannsthal (Jeřmanice), Jaberlich (Javorník), Johannesthal (Janův Důl), Karolinsfeld (Karlinky), Katharinberg (Kateřinky), Kunnersdorf (Kunratice), Langenbruck (Dlouhý Most), Liebenau (Hodkovice), Lubokey (Hluboká), Maffersdorf (Vratislavice), Münkendorf (Minkovice), Neupaulsdorf (Nové Pavlovice), Niederhanichen (Dolní Hanichen), Oberhanichen (Horní Hanychov), Oberrosenthal (Horní Růžodol), Pelkowitz (Pelíkovice), Ratschendorf (Radčice), Reichenberg (Liberec), Röchlitz (Rochlice), Rosenthal I (Růžodol I), Rudolfsthal (Rudolfov), Ruppersdorf (Ruprechtice), Saskal (Záskalí), Schimsdorf (Šimonovice), Schönborn (Krásná Studánka), Schwarau (Svárov) und Voigtsbach (Fojtka).